# Vildagliptină
Vildagliptina (cu denumirea comercială Galvus) este un medicament antidiabetic din clasa incretinomimeticelor, a inhibitorilor de dipeptidil peptidaza 4 (DPP-4), fiind utilizat în tratamentul diabetului zaharat de tipul 2. Calea de administrare disponibilă este cea orală.
Este utilizată și în asociere cu metformină, sub denumirea Eucreas.

## Utilizări medicale
Vildagliptina este utilizată în tratamentul diabetului zaharat de tip 2 (non-insulino-dependent), singură sau în asociere cu:
- Metformină
- Derivați de sulfoniluree
- Tiazolidindione

sau combinații ale acestora, la pacienții adulți la care nu s-a realizat controlul glicemic adecvat cu dozele maxime tolerate ale acestor tratamente orale.

## Reacții adverse
Principalele efecte adverse asociate tratamentului cu vildagliptină sunt: cefalee, amețeală, tremor, greață și hipoglicemie (în special la administrarea concomitentă cu sulfonilureice și/sau metformină).